# Pherusa neopapillata
Pherusa neopapillata är en ringmaskart som beskrevs av Hartman 1961. Pherusa neopapillata ingår i släktet Pherusa och familjen Flabelligeridae. Inga underarter finns listade i Catalogue of Life.